# 蒙特普埃茲區
蒙特普埃茲區（Montepuez District）是莫桑比克的行政區，位於該國北部，由德爾加杜角省負責管轄，首府設於蒙特普埃茲，面積17,964平方公里，2015年人口230,013，人口密度每平方公里13人。